# Nolan Ryan
Lynn Nolan Ryan junior (* 31. Januar 1947 in Refugio, Texas) ist ein ehemaliger US-amerikanischer Baseballspieler der New York Mets, California Angels, Houston Astros und Texas Rangers in der Major League Baseball (MLB). Ryan spielte die Position des Pitchers und ist für seine lange und erfolgreiche Karriere bekannt, die 27 Jahre andauerte und in der er die ewigen MLB-Rekorde für Strikeouts (5.714) und No-Hitter (sieben) hält. Außerdem gewann er mit den Mets 1969 die World Series und wurde achtmal ins All-Star-Team gewählt. 1999 wurde er mit 98 % der Stimmen in die Baseball Hall of Fame gewählt. Ryan ist gegenwärtig Präsident der Texas Rangers. Als Dank für seine Leistungen haben die Angels, Astros und Rangers seine Trikotnummer 34 für immer zurückgezogen.
Ryan war für seinen extrem schnellen Fastball berühmt, der regelmäßig die „Schallmauer“ von 100 Meilen pro Stunde durchbrach und „Ryan’s Express“ genannt wurde. Seine MLB-Rekorde von 5.714 Strikeouts und sieben no-Hitter sprechen für sich. Kritiker sahen in Ryan aber auch einen eindimensionalen Power-Pitcher, weil er auch in den Negativkategorien  Walks allowed (2.795) und  Wild Pitches (277) die Nummer eins ist. Trotzdem wurde er 1999 mit 98,2 % aller Stimmen im 1. Wahlgang in die Baseball Hall of Fame aufgenommen.